# Il figlio dell’uomo
Il figlio dell’uomo ist ein italienischer Spielfilm aus dem Jahr 1954, der Jesus Christus zum Thema hat.

## Handlung
Gott erschafft im Garten Eden Adam, einen Menschen nach seinem Bilde, und gibt ihm zahlreiche Tiere zur Gesellschaft. Da Adam sich einsam fühlt, gibt Gott ihm Eva zur Frau. Eva jedoch lässt sich von der Schlange verführen, entgegen dem Verbot Gottes die Früchte vom Baum der Erkenntnis zu essen. Auch Adam lässt sich von Eva zum Essen der verbotenen Frucht verführen. Gott vertreibt Adam und Eva aus dem Paradies, deren Nachkommen nun von der durch Adam und Eva verursachten Erbsünde betroffen sind.
Zur Zeit des römischen Kaisers Augustus wartet die römische Provinz Judäa auf den Erlöser. In dieser Zeit heiratet die Jungfrau Maria Josef von Nazaret. Der Erzengel Gabriel erscheint ihr und verkündet, dass sie, die ohne Erbsünde geboren ist, den Erlöser gebären wird. Josef zweifelt zunächst, Maria, die nicht von ihm schwanger ist, zur Frau zu nehmen, doch weist ihn ein Engel im Traum an, Maria zu heiraten.
Auf Grund einer von Augustus angeordneten Volkszählung reisen Maria und Josef in Josefs Geburtsort Betlehem, wo Maria ihren Sohn Jesus in einem Stall zur Welt bringt. Vom Stern von Betlehem angeführt, erreichen drei Hirten den Stall und verehren das Neugeborene.
Dreißig Jahre später lässt sich Jesus von Johannes dem Täufer im Jordan taufen. Jesus heilt Kranke und predigt vom Reich Gottes. Bei den Hohepriestern und Pharisäern erregt er Unmut, da er Sünden vergibt, was nur Gott darf, und sich gegen Tieropfer ausspricht. So fasst der Sanhedrin den Entschluss, Jesus zu töten. Währenddessen scharen sich zwölf Jünger um Jesus. Jesus verkündet ihnen, auf welche Weise der Menschensohn sterben wird.
Nach seinem Einzug in Jerusalem vertreibt Jesus die Geldwechsler aus dem Tempel. Jünger Judas Iskariot verlässt das letzte Abendmahl, das Jesus mit seinen Jüngern hält, um Jesus zu verraten. Jesus und seine Jünger versammeln sich im Garten Gethsemane, wo Judas Jesus durch einen Kuss an die Abgesandten der Hohepriester verrät. Während Jesus verhört wird, leugnet der Jünger Simon Petrus dreimal, Jesus zu kennen. Jesus wird dem römischen Statthalter Pontius Pilatus überantwortet, der sich zunächst weigert, Jesus kreuzigen zu lassen. An Jesu Stelle wird der Verbrecher Barabbas freigelassen, Jesus selbst wird gefoltert und schließlich von Pilatus zum Tode verurteilt.
Nach seinem Kreuzweg erreicht Jesus Golgatha und wird dort neben zwei Schächern gekreuzigt. Jesus wird von den Anwesenden verspottet; lediglich einer der beiden Schächer nimmt ihn in Schutz. Nach einer dreistündigen Finsternis stirbt Jesus, woraufhin ein Gewitter einsetzt. Nach drei Tagen im Grab folgt Jesu Auferstehung und Himmelfahrt.

## Hintergrund
Bei den Dreharbeiten wirkten Fischer aus Peschici sowie Bauern aus Rodi Garganico mit.